# Saint Hill Manor
Saint Hill Manor egy udvarház a West sussexi Saint Hill Green faluban, East Grinstead mellett Angliában. 1792-ben épült és különböző nevezetes tulajdonosai voltak már azelőtt is, hogy L. Ron Hubbard megvásárolta volna, és a Szcientológia Egyház brit főhadiszállása lett volna.

## Korai története
Saint Hill Manor Gibbs Crawfurd tervei szerint épült 1792-ben, Weald hegyeire néző 239 000 m²-es angolkertben. Később tulajdonosok volt többek közt Edgar March Crookshank és Mrs. Drexel Bridge, akinek megbízásából John Spencer-Churchill, Sir Winston Churchill unokaöccse a híres Majom-falfestményt festette. Egyszer tulajdonosa volt William Thomas Berger és a késői 1800-as években a Kínai Belmisszió központja volt. James Hudson Taylor és Berger gyakran találkozott ott és központja volt a missziós területek számára toborzottak képzésének.

## Az L. Ron Hubbard-vétel
L. Ron Hubbard, a szcientológia alapítója a dzsaipuri maharadzsától Sawai Man Singh II-től vásárolta meg 1959-ben. Itt élt 1966. elejéig. Hubbard tulajdonlása alatt a birtok intenzíven megváltozott fejlesztések és új épületek a birtokon az 1960-as és 70-esben való felépítése által. A legnagyobb ezek közt a fő udvarház mögött épített normann-utánzatú kastély, ami arra a célra épült, hogy 1968-tól képzési lehetőséget biztosítson a Szcientológia tanulói számára. Az East Grinsteadi városi tanács először visszavonta at építési tervét. Egy népszavazás után azonban célszerűnek látta megadni az építési engedélyt a „Saint Hill-kastély” építésének folytatásához.

## Fordítás
- Ez a szócikk részben vagy egészben  a   Saint Hill Manor című angol Wikipédia-szócikk ezen változatának fordításán alapul.  Az eredeti cikk szerkesztőit annak laptörténete sorolja fel. Ez a jelzés csupán a megfogalmazás eredetét és a szerzői jogokat jelzi, nem szolgál a cikkben szereplő információk forrásmegjelöléseként.